# مزایده انگلیسی

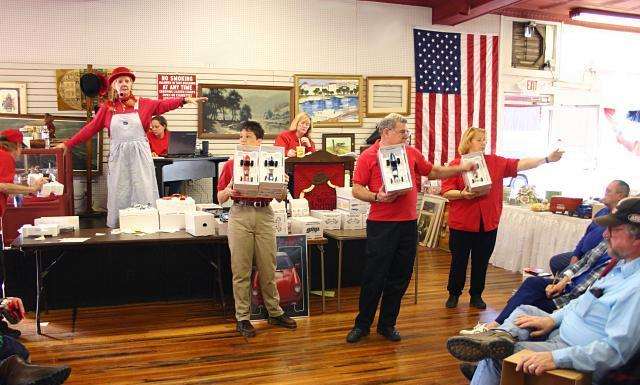
یک مراسم مزاید انگلیسی

مزایده انگلیسی، (به انگلیسی: English auction) نوعی مزایده است، که در اغلب کشورها، بعنوان مرسوم‌ترین نوع مزایده شناخته می‌شود. در این مدل خریداران برای خرید یک کالا با پیشنهاد قیمت بالاتر از قیمت پیشنهادی قبلی با یکدیگر رقابت می‌کنند.
مزایده زمانی به اتمام می‌رسد که پیشنهادی بالاتر از پیشنهاد فعلی وجود نداشته باشد یا اینکه پیشنهاد قیمت به مبلغ از پیش تعیین شده‌ای که آنرا قیمت خرید (به انگلیسی: BuyOut) می‌نامند، برسد. دراین هنگام پیشنهاد دهنده با بالاترین قیمت، کالا را خریداری می‌کند. فروشنده می‌تواند یک قیمت رزرو شده را اعلام کند، که در این صورت کالا به قیمتی پایین‌تر از مبلغ فوق به فروش نخواهد رفت.
در روش دیگر مزایده انگلیسی افرادی متقاضی خرید کالا می‌شوند و سپس قیمت کالا از یک مقدار حداقل شروع شده و به‌طور متناوب افزایش می‌یابد و با افزایش قیمت افرادی اعلام می‌کنند که از مزایده خارج شده‌اند. زمانی که یک خریدار از مزایده خارج شد دیگر نمی‌تواند به مزایده باز گردد و مزایده زمانی به اتمام می‌رسد که تنها یک نفر باقی بماند.